# 潘子秀
潘子秀（1462年—？），字人傑，湖廣荊州府江陵縣人，民籍，明朝政治人物。

## 生平
湖廣鄉試第二十三名舉人。弘治六年（1493年）中式癸丑科會試第二百五十九名，二甲第六十七名進士。

## 家族
曾祖潘太忠；祖父潘伯勝；父潘志澄，泰和主簿。母李氏。具庆下。